# Roger IV. (Foix)
Roger IV. († 24. Februar 1265) war von 1241 bis zu seinem Tod Graf von Foix. Er war der einzige Sohn seines Vorgängers Graf Roger Bernard II. und dessen erster Ehefrau Ermessende von Castelbon. Nach dem Tod seiner Mutter 1229 war er zudem Vizegraf von Castelbon.
Roger beteiligte sich 1242 an dem Aufstand des Grafen Raimund VII. von Toulouse gegen die Oberhoheit des französischen Königs Ludwig IX. Diesem Aufstand schlossen sich auch die Grafen von Comminges, Bigorre, Armagnac und Rodez an, außerdem hatte diese Allianz die Unterstützung des englischen Königs Heinrich III. sowie die Sympathien der Könige von Kastilien, Aragon und Navarra. Die Revolte scheiterte jedoch noch im selben Jahr: Zum einen wurde Heinrich III. am 21. Juli in der Schlacht bei Taillebourg vernichtend geschlagen, zum anderen kam es zu Konflikten der Alliierten untereinander. Nachdem der Graf von Toulouse die Revolte nach verlustreichen Kämpfen im Querzy aufgab und sich dem König am 30. November des Jahres unterwarf, verlangte dieser nun vom Grafen von Toulouse die Bekämpfung des Grafen von Foix, was Raimund als Vorwand für die Besetzung Saverduns nutzte und den Versuch unternahm, die Grafschaft Foix seiner Lehnshoheit zu unterwerfen. Dabei ignorierte er, dass der Graf von Foix mittlerweile dem König gehuldigt hatte. Graf Roger IV. rief nun selbst den König um Beistand an, der den Grafen von Toulouse zur Aufgabe seiner Expansionspläne zwang.
Im Friedensvertrag von Lorris (Januar 1243) konnte sich Roger weiterhin eine starke Position in der Pyrenäen-Region sichern. Ganz im Gegensatz zu seinem Rivalen aus Toulouse, der sich vollständig dem König unterwerfen und zudem eine große Zahl seiner Burgen und sogar die Stadtmauern von Toulouse selbst schleifen musste, brauchte der Graf von Foix lediglich für das Tiefland seiner Grafschaft dem König zu huldigen, während er das Hochland weiter unabhängig beherrschen konnte. Dies bedeutete aber auch, dass Roger dem Montségur, der noch bis 1229 zu Foix gehört hatte, im darauffolgenden Jahr keine Unterstützung zukommen lassen konnte, als dieser von einem königlichen Heer belagert und eingenommen wurde.
Einen weiteren Erfolg gegen Toulouse konnte Roger im Dezember 1243 erringen, als der königliche Seneschall von Carcassonne, Hugues d’Arcis, dem Grafen von Toulouse zur Herausgabe von Saverdun an den Grafen von Foix anwies. Roger profitierte hier von der Dankbarkeit und den Einfluss seines Onkels Loup de Foix, den er kurz zuvor mit einem hohen Lösegeldes aus der Gefangenschaft des Grafen von Comminges freigekauft hatte, der sich ebenfalls gegen Foix gestellt hatte. Der Graf von Toulouse aber weigerte sich bis zu seinem Tod seinen Anspruch auf Saverdun aufzugeben.
Roger konzentrierte sich nun wieder auf die südlichen Pyrenäen, wo er seine Herrschaft über Castelbon erfolgreich gegen den Zugriff des Bischofs von Urgell behaupten konnte, wenngleich er diesen Konflikt nicht endgültig für sich entscheiden konnte. 1249 profitierte Roger schließlich vom Tod des Grafen von Toulouse, womit Saverdun, für das ihm Loup de Foix huldigte, nun unangefochten in seinem Besitz verblieb.
1255 stand Roger dem Grafen von Bigorre militärisch bei, als dieser vom Vizegrafen Gaston VII. von Béarn angegriffen wurde. Der Graf von Bigorre heiratete daraufhin eine Tochter Rogers.
Eine Vergrößerung seiner Grafschaft konnte Roger 1258 erlangen, als sich sein angeheirateter Onkel Bernard d’Ailon gegen König Jakob I. von Aragón wandte. Bei Perpignan wurde er jedoch von diesem geschlagen und aufgrund seiner Anhängerschaft zur katharischen Häresie verbrannt. Sein Besitz, das Pays d’Ailon, wurde Roger hiernach vom aragonesischen König übergeben. Roger selbst galt im Gegensatz zu seinen Vorfahren als strenger Verfolger der Katharer und bekämpfte gemeinsam mit der Inquisition besonders vermögende Adlige, die dem Irrglauben anhingen, um deren Besitzungen einziehen zu können. Aber auch seine eigene Familie sollte in den Fokus der Inquisition geraten: 1263 wurde wegen ihrer früheren Konspiration mit den Häretikern die Exhumierung und Verbrennung der sterblichen Überreste seiner Eltern angeordnet. Roger konnte den Vollzug dieser posthumen Bestrafung nicht verhindern.
Roger IV. starb am 24. Februar 1265 und wurde in der Abtei von Boulbonne beigesetzt.

## Ehe und Nachkommen
Graf Roger IV. war seit 1231 verheiratet mit Brunissende, einer Tochter des Vizegrafen Rámon Folch VIII. von Cardona (Haus Folch de Cardona) und der Inés de Torroja. Beider Kinder waren:
- Roger Bernard III. († 3. März 1303), Nachfolger als Graf von Foix und Vizegraf von Castelbon
- Sibylle († vor 1289), ⚭ Vizegraf Aimery IV. von Narbonne (Haus Manrique de Lara)
- Esclarmonde († nach dem 22. November 1299), ⚭ 1275 Jakob II., König von Mallorca, Graf von Roussillon und Cerdange, Herr von Montpellier
- Agnes/Inès († nach 1256), ⚭ 1256 Eschivat (IV.) de Chabanais, Graf von Bigorre
- Philippa († nach 1304), ⚭ 1262 Arnaud I. de Comminges, Vizegraf von Couserans